# Complexo Esportivo da Ulbra
Complexo Esportivo da Ulbra – wielofunkcyjny stadion, używany głównie przez piłkarzy nożnych w Canoas, Rio Grande do Sul, Brazylia, na którym swoje mecze rozgrywa klub Sport Club Ulbra.